# Jeannie Drake
Pour les articles homonymes, voir Drake.
 (juin 2021).
Jean Lesley Patricia Drake, baronne Drake, (née le 16 janvier 1948) est une syndicaliste britannique et pair travailliste à la Chambre des lords.

## Biographie
Après avoir fréquenté l'université, Drake travaille comme agent de recherche au Syndicat national de la fonction publique, avant de rejoindre l'Association des services publics et civils en 1976. Elle est secrétaire générale adjointe du Syndicat national des communications et, à la suite d'une fusion en 1995, elle occupe le même poste au sein du Syndicat des travailleurs de la communication jusqu'en 2008. Au cours de son mandat, elle est présidente du Congrès des syndicats en 2005.
Drake est administrateur des fonds de pension O2 et Alliance & Leicester et est membre du conseil d'administration du Pension Protection Fund depuis 2004, ainsi que d'autres organismes du secteur des pensions. Elle est également membre de l'Employment Appeal Tribunal.
Elle est commissaire de la Commission pour l'égalité et les droits de l'homme de 2006 à 2009.
Le 20 juin 2010, elle est créée pair à vie sous le titre de baronne Drake, de Shene dans le comté de Surrey.